# 都城市立高城小学校
都城市立高城小学校（みやこのじょうしりつ たかじょうしょうがっこう）は、宮崎県都城市高城町穂満坊にある公立小学校。

## 概要
歴史
1868年（明治元年）に藩校として創立。現校名となったのは2006年（平成18年）。2022年（令和4年）に創立155周年を迎えた。
校章
校歌
作詞は長嶺宏、作曲は海老原直による。歌詞は3番まであり、各番の歌詞中に校名の「高城小学校」が登場する。
通学区域
- 「都城市高城町」のうち、「1～8自治公民館」[1][2]。中学校区は都城市立高城中学校。
  - 1～3自公（大井手）
  - 4・5自公（桜木）
  - 6自公（高城町）
  - 7・8自公（穂満坊）

## 沿革
- 1868年（明治元年）1月1日 - 「高城彰道館」（薩領高城藩校）が設立される。後に「都城県第十七郷校」に改称。
- 1873年（明治6年）[3]1月 - 「公立高城小学校」と改称。
- 1876年（明治9年）6月 - 校舎を新築。
- 1877年（明治10年）6月 - 西南の役により、約7ヶ月間休校となる。休校中は救護所・病院として使用された。
- 1880年（明治13年）8月 - 日新学舎が設立・併置され、中学程度の教授を行う。
- 1882年（明治15年）4月 - 初等科・中等科・高等科を設置。
- 1883年（明治16年）1月 - 日新学舎が廃止される。
- 1886年（明治19年）- 小学校令施行により、尋常科（4年制）を設置の上、「尋常高城小学校」に改称。
- 1889年（明治22年）5月1日 - 町村制施行に伴い、北諸県郡1町（高城）6村（穂満坊、桜木、大井手、石山、有水、四家）の合併により、北諸県郡「高城村」が発足。
- 1892年（昭和25年）4月 - 「高城尋常小学校」（4年制）と「高城高等小学校」（4年制）が設置される。校舎を改築。
- 1896年（明治29年）10月 - 高城尋常小学校および高城高等小学校が統合の上、「高城尋常高等小学校」（尋常科4年・高等科4年）となる。
- 1901年（明治34年）9月 - 高等科が「高城高等小学校」として分離・独立し、役場や高城神社を校舎として使用。これにより、「高城尋常小学校」に改称。
- 1903年（明治36年）7月 - 高城高等小学校を穂満坊茶園原に移転。
- 1908年（明治41年）4月 - 改正小学校令により、尋常科（義務教育年限）が4年制から6年制に改められる。尋常科5年および6年を新設。高等科を併設の上、「高城尋常高等小学校」（尋常科6年・高等科2年）に改称。
- 1910年（明治43年）
  - 4月1日 - 石山尋常小学校を統合。
  - 10月 - 尋常科が茶園原に移転。
- 1918年（大正7年）11月 - 簡易図書館を設置。
- 1921年（大正10年）4月 - 同栗に第一教場を、石山に第二教場を設置。
- 1924年（大正13年）9月 - 現在地に移転を完了。
- 1925年（大正14年）4月 - 石山尋常小学校が分離・独立。
- 1927年（昭和2年）4月 - 学校後援会が発足。
- 1932年（昭和7年）3月 - 講堂が完成。
- 1934年（昭和9年）2月11日 - 町制施行により、「高城町」となる。
- 1938年（昭和13年）5月 - 新校舎が完成。
- 1941年（昭和16年）4月1日 - 国民学校令施行により、「高城町高城国民学校」に改称。尋常科を初等科に改める。
- 1945年（昭和20年）
  - 5月 - 講堂を軍隊へ貸与。
  - 6月 - 3・4・5区の初等科1～3年生を桜木公会堂、桜木諏訪社、3区公会堂において分散授業を実施。1・2年生の一部も大井手公会堂で分散授業を実施。
- 1947年（昭和22年）- 学制改革が行われる（六・三制の実施）。
  - 4月1日 - 国民学校初等科は、新制小学校「高城町立高城小学校」に改組・改称。
  - 5月 - 国民学校高等科は、青年学校普通科とともに、新制中学校「高城町立高城中学校」に改組・改称。
  - 9月 - 父母と先生の会が発足。
- 1957年（昭和32年）10月 - 運動場を整備。
- 1959年（昭和34年）11月 - 学校給食（B型）を開始。
- 1964年（昭和39年）3月 - 学校給食（A型）を開始。
- 1967年（昭和42年）11月 - 創立100周年記念式典を挙行。
- 1972年（昭和47年）3月 - 北校舎が完成。
- 1973年（昭和48年）3月 - 南校舎が完成。
- 1974年（昭和49年）
  - 7月 - プールが完成。
  - 12月 - 体育館が完成。
- 1977年（昭和52年）11月 - 視聴覚室が完成。
- 1991年（平成3年）5月 - 校旗を新調。
- 1994年（平成6年）8月 - 北校舎の大規模改造・改修が完成。
- 1995年（平成7年）8月 - 南校舎の大規模改造・改修が完了。
- 2005年（平成17年）3月 - 新体育館が完成。
- 2006年（平成18年）
  - 1月1日 -	都城市との合併により、「都城市立高城小学校」（現校名）に改称。
  - 4月 - 高城小見守り隊が発足。
- 2010年（平成22年）10月 - 耐震工事およびエレベーター設置工事が完了。
- 2016年（平成28年）12月 - 運動場のイチョウの木を伐採。
- 2017年（平成29年）11月26日 - 創立150周年記念式典を挙行。
- 2019年（令和元年）8月 - 体育館太陽光発電工事が完了。
- 2021年（令和3年）3月 - プールを改修。

## 著名な出身者
- 池江泰郎 （日本中央競馬会（JRA）の元調教師、元騎手）

## 交通アクセス
最寄りの鉄道駅
- JR九州 日豊本線 「山之口駅」

最寄りのバス停留所
- 高崎観光バス 「高城上町」停留所

最寄りの幹線道路
- 国道10号
- 宮崎県道47号三股高城線

## 周辺
- 都城市立高城中学校
- 都城市立高城児童館
- 高城幼稚園
- 高城保育所
- 宮崎県立高城高等学校
- 都城市高城生涯学習センター
- 高城保健センター
- 都城警察署 高城交番
- JAみやざき 東部支所・高城支店
- 宮崎県農業共済組合都城東部家畜診療所
- 高城キリスト教会